# Hoogstraten VV
Hoogstraten Voetbalvereniging w skrócie Hoogstraten VV – belgijski klub piłkarski, grający w piątej lidze belgijskiej, mający siedzibę w mieście Hoogstraten.

## Historia
Klub został założony w 1936 roku. W swojej historii klub spędził jeden sezon w drugiej lidze belgijskiej, w której grał w sezonie 2013/2014. Spędził też 23 sezony na poziomie trzeciej ligi. 

## Stadion
Domowe mecze klub rozgrywa na stadionie o nazwie Sportcomplex Seminarie, położonym w mieście Hoogstraten. Stadion może pomieścić 5000 widzów.

## Sukcesy
- Derde klasse:
  - mistrzostwo (1): 2013

## Reprezentanci kraju grający w klubie
Stan na listopad 2021
| - Karel Snoeckx - Jan Verheyen - Moussa Traoré | - Otis Roberts - Benjamin Sesay - Mbaki Makengo |